# Blue Steel
Blue Steel, «Блю Стил» (букв. — синяя/голубая сталь, т.е. воронёная сталь) — британская крылатая ракета класса «воздух—поверхность» стратегического назначения, предназначенная для несения ядерного заряда. Находилась на вооружении в 1963—70 годах и была единственной развёрнутой британской ядерной ракетой этого класса. Оказалась морально устаревшей уже на момент принятия на вооружение: обладала слишком малой дальностью, не соответствовавшей требованиям, предъявлявшимся к средствам стратегического ядерного удара, и отличалась невысокой надёжностью. По этим причинам была снята с вооружения, после чего стратегические ядерные силы Великобритании стали состоять только из подводных лодок с баллистическими ракетами.

## История создания
В 1950-е годы быстрое развитие противовоздушной обороны (ПВО) стремительно снижало боевую ценность самолётов, вооружённых свободнопадающими бомбами. Ядерный потенциал Великобритании, начавший развиваться с 1953 года, в течение первых нескольких лет был представлен исключительно бомбами свободного падения, носителем которых служили стратегические бомбардировщики «Вулкан», «Виктор» и «Вэлиент» (так называемые В-бомбардировщики). Однако британские военные осознавали слабость и уязвимость этих самолётов в случае начала войны с СССР, обладавшим развитой и эффективной ПВО. По оценкам НАТО, мощь советской обороны могла нанести английским бомбардировщикам потери, близкие к 100 %. Стала очевидной необходимость принятия на вооружение таких боеприпасов, которые позволяли бы самолётам сбрасывать их, не входя в зону ПВО — ракет класса «воздух—поверхность».
В докладе Министерства снабжения Великобритании от 5 ноября 1954 года говорилось:
Согласно оценкам, в 1960 году наземная ПВО среднего радиуса действия сделает пролёт «В-бомбардировщиков» над целью или на расстоянии до 50 миль от неё, исключительно опасным... Таким образом, существует необходимость в летающей бомбе, срок службы которой придётся в основном в период между 1960 и 1965 годами...

Ожидается, что термоядерная головная часть будет создана к 1960 году; в целом признано, что эта бомба будет предназначена для несения такой головной части.
В другом докладе были выдвинуты конкретные требования к ракете: скорость не меньше М=2 (то есть в два раза выше скорости звука). Предполагалось также, что ракета будет оснащена ядерным зарядом мощностью 200 килотонн. При проектировании предполагалось придать ракете дальность около 100 миль (160 км).

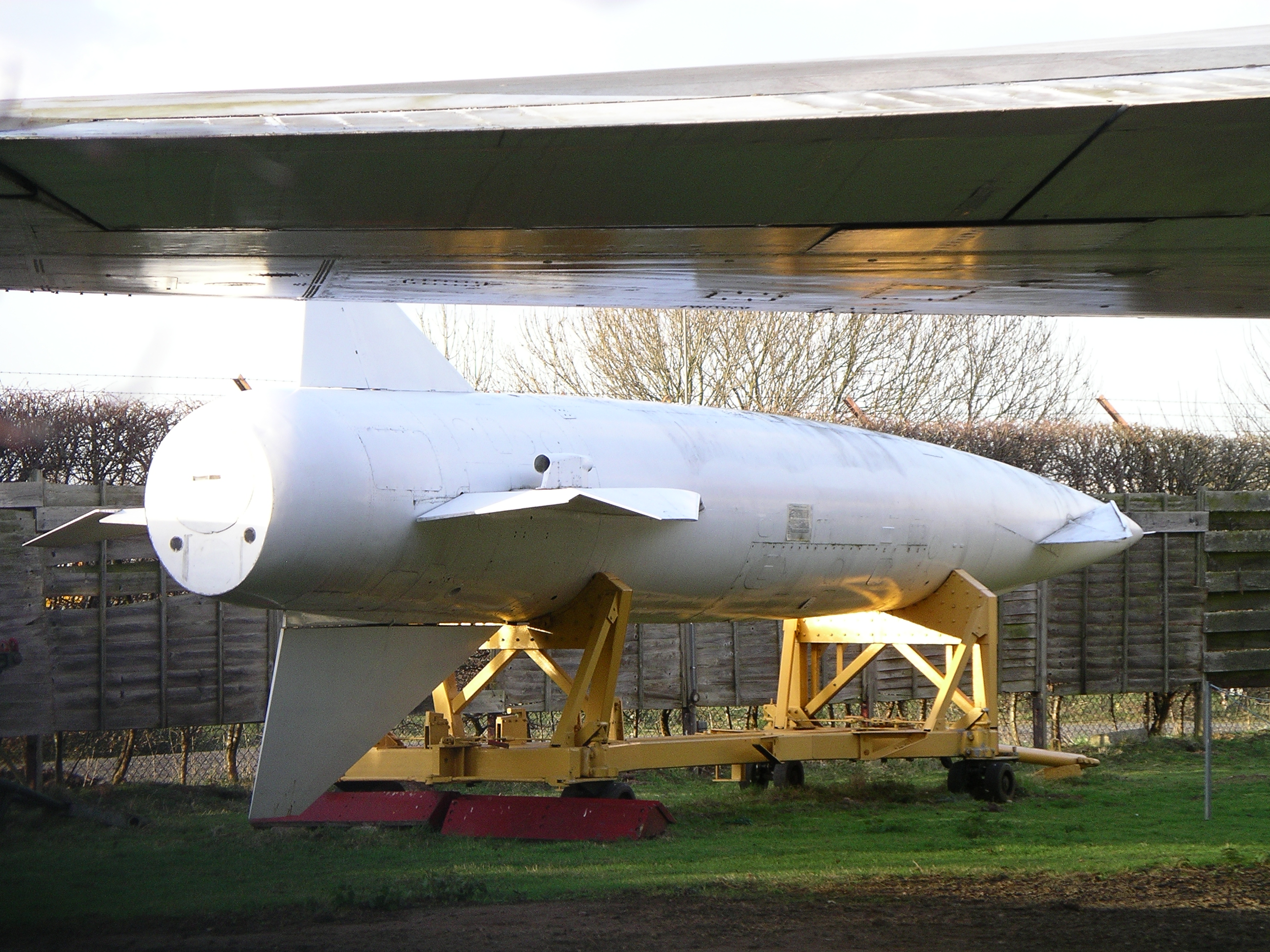
«Блю Стил» в авиационном музее в графстве Уорикшир

Разработка ракеты началась в 1954 году фирмой «Авро». Ракета получила название в соответствии с т. н. «радужным кодом», принятым в Министерстве снабжения Великобритании. Проект оказался весьма сложным для британской промышленности, не только по причине снижения технологического потенциала страны, но и потому, что многие элементы проекта были для 1950-х годов слишком новаторскими. По этой причине, например, с большими трудностями столкнулся процесс создания системы инерциального самонаведения. Гироскопы для неё были закуплены в США, однако остальные компоненты англичане изготовили самостоятельно. Другой проблемой оказалось отсутствие в Великобритании ядерного заряда, который имел бы требуемую мощность и при этом подходил по габаритам и весу. В связи с этим рассматривалась возможность использования схемы какого-либо из американских зарядов. Этот вопрос удалось решить лишь к началу 1960-х годов с появлением у Лондона собственного термоядерного оружия (первое испытание — в мае 1957 года).
Много проблемных моментов возникло вокруг создания корпуса и оперения ракеты, которые должны были испытывать повышенные нагрузки при требуемых скоростях. Не без сложностей осуществлялась и разработка двигателя «Блю Стил» (фирмой «Армстронг-Сиддли» был разработан двигатель «Стентор»).
Все указанные проблемы привели к сильному затягиванию работ. Предварительные испытания отдельных узлов «Блю Стил» начались в 1959 году. Испытания первых опытных образцов ракеты начались в 1960 году в Австралии на полигоне Вумера. Ракета запускалась с бомбардировщиков «Вулкан» и «Виктор»; от оснащения «Блю Стил» бомбардировщиков «Вэлиент» было решено отказаться из-за их предстоящего снятия с вооружения. По словам аналитиков, испытания выявили много серьёзных недостатков ракеты. Проект создания нового варианта ракеты, «Блю Стил-2», с повышенной до 700 миль дальностью и скоростью М=3 был свёрнут в 1959 году. Лишь в сентябре 1962 года ракета была признана Королевскими ВВС пригодной для решения поставленных задач.

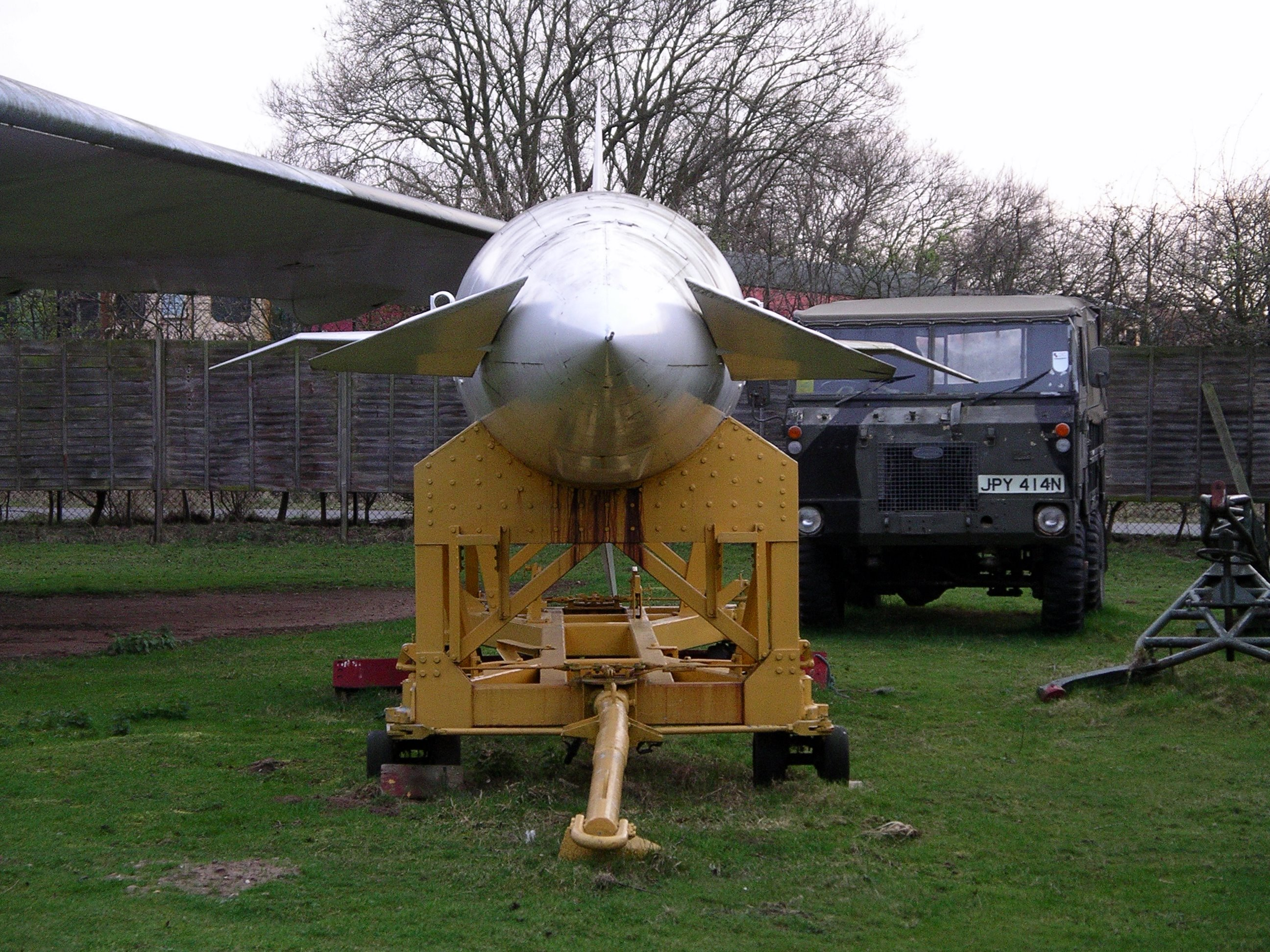
Вид на носовую часть «Блю Стил»

В Великобритании осознавали многочисленные недостатки «Блю Стил», прежде всего её недостаточную дальность (150 миль, 240 км), которая к началу 1960-х уже не соответствовала требованиям нанесения стратегического ядерного удара и не позволяла самолётам-носителям эффективно избегать ПВО. Поэтому Лондон изучал варианты принятия других систем доставки термоядерного оружия воздушного базирования. В 1960 году была достигнута договорённость с США о поставке Великобритании разрабатывавшейся крылатой ракеты «Скайболт», что было запланировано на 1964—65 годы. Однако в декабре 1962 года президент Дж. Кеннеди объявил британскому премьеру Г. Макмиллану об отмене данного решения. Это самым серьёзным образом повлияло на дальнейшее британское планирование в области развития стратегических ядерных сил и вынудило Лондон, при отсутствии иных крылатых ракет, заняться глубокой модернизацией «Блю Стил» ещё до принятия её на вооружение.

## Конструктивные особенности

### Аэродинамическая схема
«Блю Стил» была выполнена по аэродинамической схеме «утка». В головной части ракета имела горизонтальный руль треугольной в плане формы со срезанными концами, в хвостовой части — треугольное крыло с отогнутыми концами и два киля. Подфюзеляжный киль при установке ракеты на носитель (самолёт) складывался и устанавливался вертикально уже после взлёта. Ракета окрашивалась в белый «противоатомный» цвет, отражавший световое излучение ядерного взрыва.

### Двигатель
Жидкостный ракетный двигатель «Стентор» Mk101 был расположен в хвостовой части «Блю Стил». Он имел две камеры сгорания — верхнюю (большую) и нижнюю (малую) с максимальной тягой на уровне моря 7 260 и 1 800 кг соответственно. Разгон ракеты до максимальной скорости осуществлялся при работе обеих камер при фиксированной тяге. По достижении заданной скорости верхняя камера отключалась. Работу продолжала нижняя, малая камера, тяга которой изменялась в зависимости от условий полёта, поддерживая скорость ракеты на одном уровне. Верхняя камера поддерживала фиксированную величину тяги с точностью ±5 %, нижняя — с точностью ±2,5 %. Горючим и окислителем служили керосин и перекись водорода соответственно.

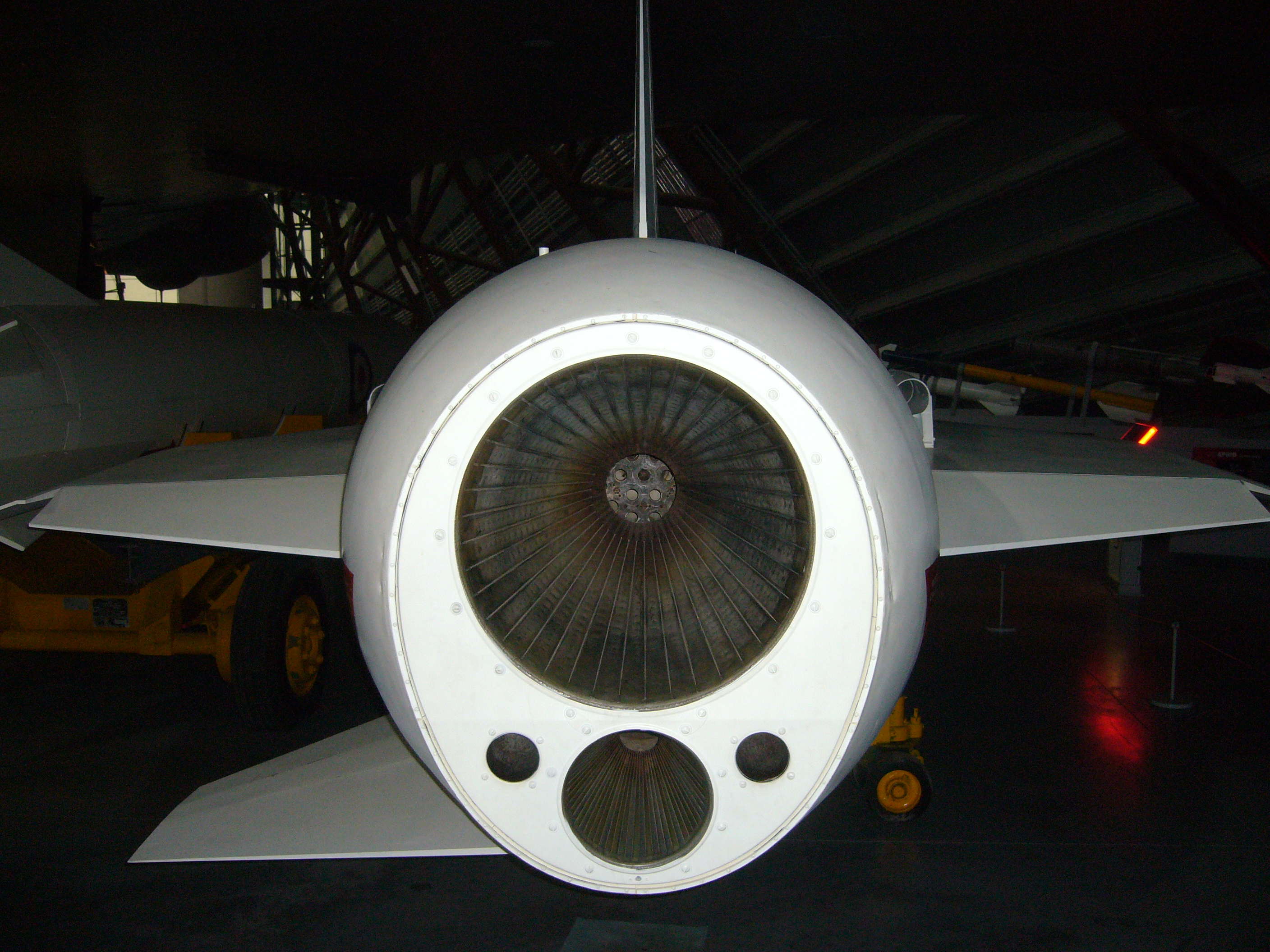
Вид на кормовую часть ракеты. Хорошо видна разница в габаритах камер двигателя (авиакосмический музей в Косфорде, графство Шропшир).

Заправка «Блю Стил» топливом и окислителем проводилась перед установкой на самолёт. Это был сложный и опасный процесс в связи с повышенной пожароопасностью и высокой химической агрессивностью перекиси водорода. Работы по заправке осуществлялись персоналом в защитных костюмах и занимали около 30 минут.

#### Техническое наследие
Меньшая из двух камер двигателя «Стентор» стала основой серии двигателей Gamma Mk.301 и более поздних, использовавшихся на баллистических ракетах «Блэк Найт» и «Блэк эрроу». Последняя стала ракетой, запустивший британский спутник «Просперо X-3» — единственный британский спутник, запущенный национальной ракетой-носителем.

### Головная часть
Ракета после принятия на вооружение оснащалась головной частью мощностью 1,1 мегатонна, основой которой служил термоядерный заряд «Ред Сноу», основанный на схеме аналогичного американского боеприпаса W-28.
«Блю Стил» была оснащена аналоговой инерциальной системой наведения. При этом данная система могла служить как вспомогательная для самолёта в случае отказа его бортовой навигационной системы. Перед отделением ракеты от носителя производился ввод в систему управления ракетой уточнённых координат места запуска из навигационной системы самолёта.

### Тактико-технические данные
«Блю Стил» была весьма крупногабаритным изделием. Её длина составляла 10,7 м, размах оперения 4 м, вес — 6 800 кг.
Полёт ракеты проходил на скорости М=2,5. Максимальная дальность достигала 150 миль (240 км). За несколько километров до цели ракета начинала пикировать. Круговое вероятное отклонение «Блю Стил» в зависимости от дальности стрельбы находилось в пределах 100—600 м. По некоторым данным, при пикировании на цель у ракеты отделялась головная часть.
Ракеты первых лет выпуска были предназначены для запуска при нахождении самолёта на больши́х высотах. При этом полёт ракеты проходил в основном также в стратосфере. Однако из-за совершенствования средств ПВО к концу первой половины 1960-х годов стало ясно, что только действия стратегических бомбардировщиков на малых высотах способны увеличить вероятность преодоления ими системы ПВО. Поэтому уже вскоре после начала поставок «Блю Стил» прошла модернизацию для того, чтобы применяться с самых малых высот — около 300 м. Такая модификация ракеты называлась Mk1A (проект «Blue Steel Low Level» — «низковысотная „Блю Стил“»). Впоследствии все выпущенные ракеты были доработаны до уровня Mk1A. Работа над модификациями Mk1D и Mk2 с улучшенными характеристиками была отменена.

## На вооружении
«Блю Стил» была формально принята на вооружение в конце 1962 года и начала поступать в ВВС в феврале 1963 года. Ей оснащались бомбардировщики «Вулкан» и «Виктор». Большие габариты ракеты не позволяли размещать «Блю Стил» в бомбовых отсеках «В-бомбардировщиков», поэтому самолёты, предназначенные для её несения, были подвергнуты существенным конструктивным изменениям — в нижней части их фюзеляжа было сделано углубление, в котором закреплялась ракета. Каждый самолёт мог нести только одну ракету.
Было произведено по одним данным 53 единицы «Блю Стил», по другим — 57, из которых были развёрнуты 40. Некоторые источники указывают на 73 произведённых единицы, чего было достаточно для оснащения 48 бомбардировщиков и наличия запаса ракет для учебных пусков и испытаний.

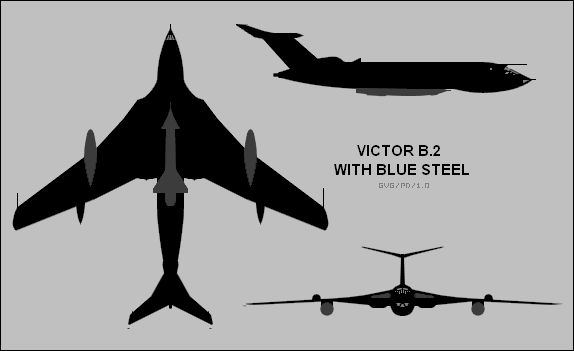
Бомбардировщик «Виктор» с установленной на нём «Блю Стил»

Ценность «Блю Стил» как средства стратегического ядерного удара была сомнительной уже с самого принятия на вооружение. Главным недостатком была малая дальность её полёта, которая даже в случае глубокой модернизации ракеты не соответствовала бы требованиям. Аналитики подчёркивали, что даже в случае придания «Блю Стил» дальности в 400 миль самолёты-носители могли быть перехвачены советскими истребителями Ту-128, способными действовать вне зоны охвата наземных радаров СССР.
Развитие программы ввода в строй первых британских подводных лодок с баллистическими ракетами «Поларис» (первая лодка вышла на дежурство в 1968 году), которые гораздо лучше соответствовали концепции стратегического сдерживания, окончательно убедило британские правящие круги в целесообразности отказа от «Блю Стил». Ракета была снята с вооружения «Викторов» в 1968 году. «Вулкан» совершил последний полёт с «Блю Стил» 21 декабря 1969 года. В 1970 году ракета была полностью выведена с вооружения. После снятия «Блю Стил» с вооружения стратегический ядерный арсенал Великобритании стал состоять только из ракетных подводных лодок.
В 1960 году стоимость одного экземпляра «Блю Стил» оценивалась в 60 млн ф. ст., однако по мере развития программы её создания и принятия на вооружение эта цифра сильно возросла.